# Rabbel Ier
Rabbel Ier est probablement le fils d'Arétas Ier, le premier roi des Nabatéens.
Il serait monté sur le trône vers 120 av. J.-C. On a retrouvé sa statue (Tsalmâ’) il y a quelques années près du Mahramatâ’ Temple de Dusharâ’, le dieu local, (appelé dieu de Rabbel, sur l’inscription d’Imtam près de Bosra) au Qasr bint Far’un de Pétra.